# Gangloff

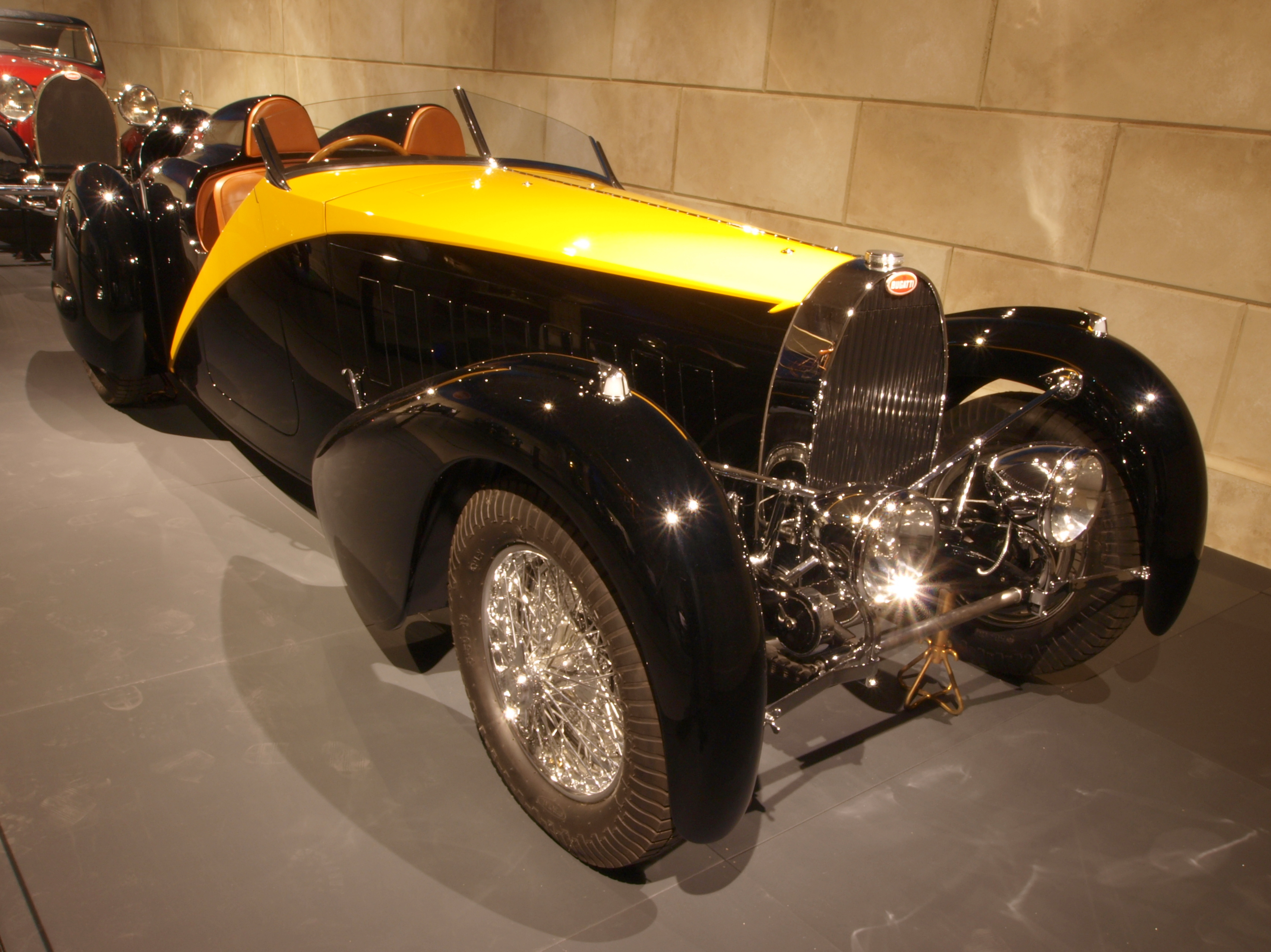
Bugatti Type 57 1934 med Gangloff-kaross.

Gangloff  är en schweizisk karossmakare med verksamhet i Bern.
Företaget grundades 1903 av George Gangloff. Under mellankrigstiden var Gangloff framgångsrika och företaget öppnade nya fabriker, bland annat i franska Colmar, där man byggde karosser åt Bugatti.
När marknaden för dyra specialkarosser försvann efter andra världskriget övergick Gangloff till att bygga skåp och överbyggnader till lastbilar och släpvagnar. Företaget bygger även korgar till linbanor.